# Branko Robinšak
Branko Robinšak, slovenski operni pevec tenorist, * 5. november 1955, Maribor.
Robinšak živi in deluje v Ljubljani, je član ansambla Opere in baleta SNG Ljubljana. Debutiral je leta 1983 z vlogo Tamina v Mozartovi operi Čarobna piščal pod vodstvom dirigenta Milivoja Šurbeka v ljubljanski Operi, za kar je leto pozneje prejel univerzitetno Prešernovo nagrado. Leta 1985 je pod mentorstvom profesorice Eve Novšak – Houške diplomiral z vlogo Alfreda v Verdijevi Traviati v ljubljanski Operi. Izpopolnjeval se je nato na salzburškem »Mozarteumu«. Leta 2011 je za svoje delo prejel nagrado Prešernovega sklada.